# Dietmar Flock
Dietmar Flock (* 8. Juli 1934 in Kleve) ist ein deutscher Agrarwissenschaftler; er war Forschungsmanager, Statistiker und Hochschullehrer für Tierzucht an den Universitäten Göttingen und Kiel.

## Leben und Wirken
Als Sohn eines Lehrers geboren, erfolgte die schulische Ausbildung von Dietmar Flock in seiner Heimatstadt Kleve, die er mit dem Abitur am staatlichen altsprachlichen Gymnasium abschloss. Es folgten eine zweijährige landwirtschaftliche Lehre im Betrieb Halfmann in Pfalzdorf bei Kleve. Das Studium der Landwirtschaft an der Rheinischen Friedrich-Wilhelms-Universität in Bonn sowie einem Zwischensemester in Weihenstephan schloss er 1959 in Bonn ab. 
Im Rahmen eines Fulbright-Stipendiums konnte er die moderne Tierzüchtung in den USA kennen lernen. Zunächst war Dietmar Flock bei Carter am Virginia Polytechnika Institute (VPI) in Blacksburg, Virginia, wo er hier mit einer Arbeit über Fleischrinder den Master of Science erreichte und sich für ein Graduate-Studium an der Iowa State University qualifizieren konnte. Nach vertiefenden Studien in Statistik bei Kempthorne und in Tierzüchtung bei Hazel und Jay Lush erwarb er dort 1964 den PhD. mit der Dissertation „Selection among Holstein-Friesian cows“.
Nach seiner Rückkehr übernahm Dietmar Flock die Leitung der statistischen Abteilung am Standort in Göttingen des ehemaligen Max-Planck-Instituts für Tierzucht und Tierernährung Mariensee-Trenthorst. Der Zugang zu dieser Datenverarbeitungsanlage stellte zur damaligen Zeit eine fast einmalige Möglichkeit dar, umfangreiche Daten aus der Tierzüchtung mit modernen statistischen Methoden auszuwerten und hierfür entsprechende Programme zu entwickeln. Diese Chancen nutzte die Universität Göttingen durch die Erteilung eines Lehrauftrages an Flock für das Fach „Mathematische Statistik für Landwirte“. 
Im Herbst 1968 wurde er Geflügelzüchter und ging als Genetiker zum amerikanischen Geflügelzuchtunternehmen Heisdorf & Nelson nach Redmond im US-Bundesstaat Washington, wo er während eines Jahres in die Aufgabe als Leiter des HNL-Zuchtprogramms beim europäischen Lizenznehmer Lohmann, Cuxhaven, eingearbeitet wurde. 1975 übernahm er die Leitung des Forschungs- und Entwicklungsbereichs in der Lohmann Tierzucht GmbH sowohl für die Legehennen- als auch die Broilerzucht. Ein Jahr später wurde er zum Mitgeschäftsführer berufen.

## Forschungsengagements
Schon zu Flocks Göttinger Zeit wurde die zentrale Sammlung und Auswertung der Daten der Mast- und Schlachtleistungsprüfung beim Schwein initiiert, was die Grundlage für verschiedene Verbesserungsvorschläge in der Prüfungsmethodik und Leistungserhebung schuf. So führte man die Vergleichsmessungen anlässlich der Arbeitstagungen der Fachkräfte der Prüfungsanstalten schon in dieser Zeit ein. Dieser Datenpool wurde in seiner Habilitationsschrift „Zuchtplanung beim Schwein auf der Grundlage von Ergebnissen der Stationsprüfung“ (1968) an der Landwirtschaftlichen Fakultät in Göttingen bei Fritz Haring ausgewertet. Diese Arbeit und die darauf folgende Diskussion gaben den Anstoß zur Umstellung der Prüfungen von restriktiver auf ad-libitum-Fütterung und von Vierer- auf Zweier-Gruppen. 
Dietmar Flock war ein besonders aktives Mitglied im „Ausschuss für genetisch-statistische Methoden in der Tierzucht“ der Deutschen Gesellschaft für Züchtungskunde. Unter Edwin Lauprechts Leitung wurden in den 1960er Jahren maßgebliche Empfehlungen zur Zuchtplanung bei Nutztieren verfasst, an deren Erarbeitung Dietmar Flock wesentlich beteiligt war. 
Obwohl Dietmar Flock in die kommerzielle Zucht vollständig eingebunden war, hat er es verstanden, im Rahmen zahlreicher wissenschaftlicher Publikationen zu dokumentieren, mit welchen Maßnahmen die Effizienz von Zuchtprogrammen gesteigert werden kann. Wissenschaftliche Erkenntnisse weiterzuentwickeln und in die tierzüchterische Praxis umzusetzen bzw. auf ihre Anwendbarkeit zu prüfen, war sein persönliches Ziel während seiner aktiven Zeit. 
Ein Maßstab für Flocks züchterische Leistungen ist die Wettbewerbsfähigkeit der von ihm betreuten Populationen im globalen Markt über seine aktive Zeit hinaus. Nach mehr als 30-jähriger Tätigkeit in der kommerziellen Geflügelzucht schied Flock im Sommer 1999 als Mitgeschäftsführer und Chefgenetiker der Lohmann Tierzucht aus dem aktiven Berufsleben aus. 
Seine besonderen Verdienste um die Geflügelzucht wurden im Rahmen einer Jubiläumstagung „40 Jahre Legehennenzucht in Cuxhaven“ an seinem 65. Geburtstag in Bremen gewürdigt.

## Ehrenamtliche Tätigkeiten
Dietmar Flock hat es verstanden, die Belange der Privatwirtschaft im Bereich Forschung und Entwicklung mit öffentlicher Forschung und Hochschulausbildung zu kombinieren und sein umfangreiches Wissen weiterzugeben. Dazu war er ab 1973 außerplanmäßiger Professor für die Fächer Genetik, Geflügelzucht und -haltung an der Universität Göttingen.  Bis 2005 sind 249 Veröffentlichungen und Vorträge auf wissenschaftlichen Kongressen Zeichen seiner wissenschaftlichen Arbeit, ebenso zahlreiche Doktor- sowie Diplomarbeiten, die er betreut hat. 
Seit Beginn seines „Ruhestands“ widmet sich Dietmar Flock besonders Aufgaben der Weltvereinigung für Geflügelwissenschaft – sowohl auf nationaler (Präsident der Deutschen Gruppe der WPSA) als auch auf internationaler Ebene. Von 1996 bis 2004 war er einer der Vizepräsidenten der Weltvereinigung. In seiner Funktion als Präsident der Europäischen Föderation der WPSA nimmt er aktiv an zahlreichen Tagungen der 12 Arbeitsgruppen und der Vorbereitung der nächsten Europäischen Geflügelkonferenz teil. In verschiedenen Gremien außerhalb der WPSA engagiert er sich in deutschen und EU-weiten Projekten, die im Zusammenhang mit der Nachhaltigkeit der Geflügelzucht und -haltung stehen. In dem Projekt „Sustainable European Farm Animal Breeding and Reproduction“ vertritt er den Geflügelbereich. Sein Erfahrungsschatz fließt auch in die „Initiative Nachhaltige Deutsche Putenwirtschaft“ ein. 

## Ehrungen und Auszeichnungen
- 2005 Auszeichnung mit der Hermann-von-Nathusius-Medaille der Deutschen Gesellschaft für Züchtungskunde (DGfZ)